# Червоні водорості
Черво́ні во́дорості (Rhodophyta) — жителі теплих морів, а також частково області помірного клімату (узбережжя Чорного моря), одна з найстаріших та найбільших груп водоростей, що налічує 5—6 тис. видів, переважно багатоклітинних, океанських організмів, лише близько 200 видів (із 4000) населяє прісні водойми та ґрунти. За деякими джерелами група налічує до 10 тис. видів. Майже всі червоні водорості є мешканцями бентосних та перифітонних морських угруповань. Викопні рештки Rhodophyta відомі з раннього палеозою (кембрій, 600 млн років тому).
Червоні водорості формують унікальну групу, що відрізняється такими характеристиками: це евкаріотичні організми без джгутиків та центріолей, що використовують крохмаль як резерв поживних речовин, з фітобіліпротеїнами як пігментами (що надають їм характерного кольору), та з хлоропластами без зовнішнього ендоплазматичного ретикулуму, але з тилакоїдами, що не зібрані у багатошарові структури.
Більшість представників групи — макроскопічні або мезоскопічні морські організми зі статевим розмноженням.

## Біохімічні особливості
Клітини забарвлені переважно у червоний колір, значно рідше — у сірий або синьо-зелений (як правило, у водоростей, що мешкають у прісних водоймах або у ґрунтах). Забарвлення визначається, в першу чергу, наявністю хлорофілу а та фікобілінових пігментів — фікоціаніну, аллофікаціаніну та фікоеритрину. Звичайно фікоеритрин переважає над двома іншими фікобілінами. Каротиноїди представлені α- та β-каротинами, криптоксантином, тараксантином, зеаксантином та лютеїном.
Основний продукт асиміляції — багрянковий крохмаль. У примітивних бангієвих водоростей продуктом асиміляції є глікоген. Додатковими запасними речовинами можуть бути агар, галактозид, флоризид, багатоатомні спирти (маніт), у незначній кількості — олія. Усі продукти асиміляції відкладаються поза межами хлоропластів.

## Цитологічні особливості
Клітинні покриви представлені тришаровими пектиновими та целюлозно-пектиновими оболонками. Зовнішній шар — кутикула — утворений згущеною полімеризованою манозою; середній шар — фікоколоїди/фікоколоїдами (агар-агаром, агароїдом, карагеніном) та пектиновими речовинами. Внутрішній шар складається з целюлозою. Примітивні бангієві водорості целюлозного шару позбавлені.
Зв'язок між клітинами відбувається за допомогою плазмодесм, що проходять крізь первинні та вторинні пори. Первинні пори утворюються внаслідок неповного змикання країв поперечної перегородки після закінчення поділу клітини і закриті спеціальними пробками. Тип пробки є важливою ознакою на рівні порядків.
Ядерний апарат типово евкаріотичний. Мітоз закритий, ядерна оболонка у профазі не зникає, а перфорується. Центріолі відсутні, а їх функцію виконують особливі білкові полярні кільця.
Пластиди червоних водоростей вкриті двомембранною оболонкою, тилакоїди поодинокі. На їх поверхні зосереджені фікобілісоми, будова яких подібна до фікобілісом синьо-зелених водоростей.
Джгутикові стадії у червоних водоростей повністю відсутні.

## Плани будови талому
В межах відділу представлено кокоїдний, нитчастий та гетеротрихальний типи структур. Кокоїдні форми нечисленні, зустрічаються серед найпримітивніших бангієфіцієвих водоростей. Таломи водоростей з нитчастим типом структури можуть мати ниткоподібну або пластинчасту форму, бути одно- та багатоядерними. Найбільш поширені в межах відділу представники з гетеротрихальним типом морфологічної будови тіла. Ріст таких водоростей відбувається переважно за рахунок поділу апікальної клітини. Бічні нитки-асимілятори інколи щільно зростаються між собою, утворюючи псевдопаренхіматозні структури. Залежно від кількості опірних ниток гетеротрихальні таломи поділяють на одновісні та багатовісні (фонтанні).

## Розмноження та життєві цикли
Червоні водорості розмножуються нестатевим та статевим шляхами. Нестатеве розмноження відбувається вегетативно (поділом клітини навпіл, фрагментацією багатоклітинних таломів та додатковими «пагонами», які можуть відростати від сланких ниток або підошви) та за допомогою спор. В останньому випадку розмноження здійснюється переважно моноспорами та тетраспорами. Спори червоних водоростей позбавлені оболонки й здатні до амебоїдного руху. При утворенні спор у спорангіях, як правило, відбувається редукційний поділ. Таким чином, спори гаплоїдні. Моноспори утворюються поодиноко, з поверхневих (корових) клітин, внаслідок відокремлення частини простопласта клітини-спорангія косою перегородкою. Тетраспори утворюються по чотири; залежно від напрямку площини поділу виділяють хрестоподібні, зональні та тетраедричні тетраспорангії. При проростанні тетраспори утворюють гаметофіти.
Статевий процес у червоних водоростей виключно оогамний. У чоловічих статевих органах — сперматангіях — утворюється по одному безджугтиковому спермацію, а в жіночих статевих органах — карпогонах — по одній яйцеклітині.
Карпогон, як правило, складається із розширеної частини — черевця, та трубкоподібного виросту — трихогіни, який вловлює спермації. У найпростішому випадку карпогони утворюються з будь-якої клітини талому, у складніших випадках — із верхівкової клітини особливих карпогоніальних ниток. Клітину, від якої відгалужується карпогоніальна нитка, називають несучою (ініціальною). У багатьох червоних водоростей із класу флоридей ця клітина надалі трансформується в особливу ауксилярну клітину, з якою карпогон зливається після запліднення.
При статевому процесі спермації виходять зі сперматангіїв, пасивно переносяться плином води і, у випадку потрапляння на карпогон, запліднють яйцеклітину. Одразу після запліднення зигота без періоду спокою проростає в особливе покоління, є лише в червоних водоростей — карпоспорофіт. На карпоспорофіті утворюються карпоспори, які дають початок новому спорофіту.
Життєвий цикл переважно гаплодиплофазний, зі споротичною редукцією й чергуванням трьох поколінь — гаметофіта, карпоспорофіта та спорофіта.

## Система відділу
За будовою карпогону, хлоропластів, способами нестатевого розмноження, продуктами асиміляції та наявністю вторинних спор поділяють на:
- Клас Бангієфіцієві (Bangiophyceae)
- Клас Флоридеєфіцієві (Florideophyceae)